# Râul Techereu
Râul Techereu este un curs de apă, afluent al râului Balșa. 

## Hărți
- Harta județului Hunedoara
- Harta munților Apuseni